# Euthima rodens
Euthima rodens är en skalbaggsart som först beskrevs av Bates 1865.  Euthima rodens ingår i släktet Euthima och familjen långhorningar. Inga underarter finns listade i Catalogue of Life.